# Mićo Kuzmanović
Mićo Kuzmanović (Doboj, 18 marzo 1996) è un calciatore bosniaco, attaccante svincolato.

## Carriera

### Club
Il 1º agosto 2020 si trasferisce a titolo definitivo alla squadra slovena del Celje.

### Nazionale
Ha giocato nelle nazionali bosniache Under-19 ed Under-21.

## Statistiche

### Presenze e reti nei club
Statistiche aggiornate al 7 novembre 2021.
| Stagione        | Squadra           | Campionato      | Campionato | Campionato | Coppe nazionali | Coppe nazionali | Coppe nazionali | Coppe continentali | Coppe continentali | Coppe continentali | Altre coppe | Altre coppe | Altre coppe | Totale | Totale |
| Stagione        | Squadra           | Comp            | Pres       | Reti       | Comp            | Pres            | Reti            | Comp               | Pres               | Reti               | Comp        | Pres        | Reti        | Pres   | Reti   |
| --------------- | ----------------- | --------------- | ---------- | ---------- | --------------- | --------------- | --------------- | ------------------ | ------------------ | ------------------ | ----------- | ----------- | ----------- | ------ | ------ |
| 2013-2014       | Zvijezda Gradačac | PL              | 23         | 4          | CB              | 1               | 0               |                    | -                  | -                  |             | -           | -           | 24     | 4      |
| 2014-2015       | Jagodina          | SL              | 1          | 0          | CS              | 0               | 0               |                    | -                  | -                  |             | -           | -           | 1      | 0      |
| 2015-feb. 2016  | Borac Banja Luka  | PL              | 3          | 0          | CB              | 2               | 0               |                    | -                  | -                  |             | -           | -           | 5      | 0      |
| feb.-mag. 2016  | Drina Zvornik     | PL              | 12         | 4          |                 | -               | -               |                    | -                  | -                  |             | -           | -           | 12     | 4      |
| 2016-2017       | Mladost D. Kakanj | PL              | 28         | 3          | CB              | 5               | 3               |                    | -                  | -                  |             | -           | -           | 33     | 6      |
| 2017-2018       | Sarajevo          | PL              | 24         | 5          | CB              | 1               | 0               | UEL                | 2                  | 0                  |             | -           | -           | 27     | 5      |
| 2018-2019       | R.E. Mouscron     | D1              | 7+6        | 0+1        | CB              | 0               | 0               |                    | -                  | -                  |             | -           | -           | 13     | 1      |
| 2019-2020       | Rudar Velenje     | 1.SNL           | 27         | 5          | CS              | 3               | 0               |                    | -                  | -                  |             | -           | -           | 30     | 5      |
| 2020-2021       | Celje             | 1.SNL           | 33         | 6          | CS              | 4               | 0               | UCL+UEL            | 0+1                | 0                  |             | -           | -           | 38     | 6      |
| 2021-2022       | Celje             | 1.SNL           | 10         | 0          | CS              | 2               | 0               |                    | -                  | -                  |             | -           | -           | 12     | 0      |
| Totale Celje    | Totale Celje      | Totale Celje    | 43         | 6          |                 | 6               | 0               |                    | 1                  | 0                  |             | -           | -           | 50     | 6      |
| Totale carriera | Totale carriera   | Totale carriera | 174        | 28         |                 | 18              | 3               |                    | 3                  | 0                  |             | -           | -           | 195    | 31     |